# Jochalgen

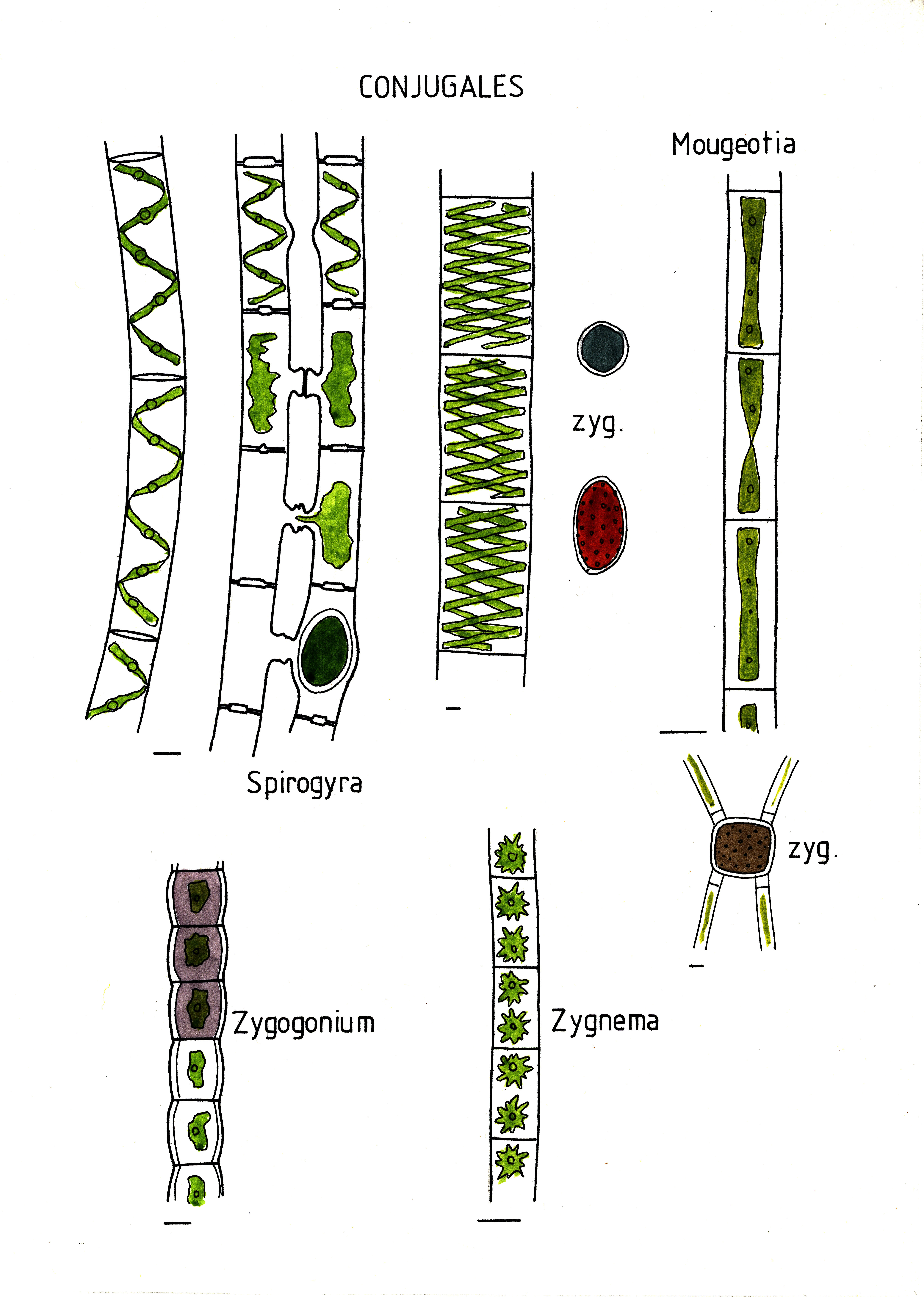
Illustration

Die Jochalgen (Zygnematales) sind einzellige oder unverzweigt-fädige Algen aus der Gruppe der Charophyta. Die Zellwände können von dicken Gallertschichten umgeben sein. Sie bilden bei ihrer geschlechtlichen Vermehrung jochartige Kopulationskanäle zwischen zwei Sexualpartnern aus, durch welche anschließend unbegeißelte Gameten übertragen werden (Konjugation). Die Zygote macht vor dem erneuten Auskeimen eine Reifeteilung durch, so dass es sich bei den Jochalgen um haploide Organismen handelt. Gelegentlich werden die gesamten Schmuckalgen (Zygnemophyceae) inklusive der Zieralgen als Jochalgen zusammengefasst.
Manche Vertreter der fädigen Jochalgen, etwa aus den Gattungen Spirogyra oder Mougeotia, bilden treibende Algenwatten auf Gewässeroberflächen. Einzellige Jochalgen findet man auch in terrestrischen Standorten wie Böden oder feuchten Gesteinsoberflächen (Cylindrocystis, Mesotaenium). 
Fossilien der Zygnematales sind seit dem Karbon bekannt.

## Systematische Nähe zu den Landpflanzen
Die taxonomische Nähe der Jochalgen zu den Landpflanzen, zusammen mit einigen anderen isolierten Gruppen wie etwa den Armleuchteralgen, kommt in deren Zusammenfassung in den Charophyta zum Ausdruck. Es handelt sich hierbei um keine Grünalgen im traditionellen Sinn.
Die molekularbiologische Untersuchung der Sequenzen von 129 Proteinen verschiedener Pflanzen und Algen ergab, dass die Vorfahren der Landpflanzen vermutlich unter den Jochalgen (Zygnematales) zu suchen sind. Dieser Befund war überraschend, da die Jochalgen morphologisch vergleichsweise einfach gebaut sind und die komplexeren Armleuchteralgen ebenfalls als Schwestergruppe zu den Pflanzen in Diskussion sind. Eine weitere molekularbiologische Studie, die bis zu 852 kernkodierte Gene berücksichtigte, bekräftigte jedoch eine These zu Gunsten der Zygnemophyceae.

## Einige Beispielgattungen
- Familie Mesotaeniaceae (meist einzellig)
  - Mesotaenium: Chloroplast plattenförmig. Häufig als Bodenalge oder aerophytisch (beständig hoher Luftfeuchtigkeit ausgesetzt).
  - Ancylonema: kurze Fäden. Bislang nur als Eisalge auf Gletscheroberflächen bekannt.
  - Netrium
- Familie Zygnemaceae (alle fädig)
  - Mougeotia: Die Chloroplasten dieser Gattung sind plattenförmig und können zur optimalen Ausnutzung des Lichteinfalls entsprechend positioniert werden. Bei schwachen Licht drehen sie sich senkrecht zum Licht, es fällt nun auf die gesamte Fläche des Plastiden ein. Bei zu starken Lichteinfall stellt der Chloroplast parallel zum Lichtstrahl ein, nur die Kante liegt direkt im Licht.
  - Spirogyra: Schraubenalge. Die Arten besitzen einen bis mehrere wendelförmige Chloroplasten.
  - Zygnema: Hierbei sind die ein bis zwei Chloroplasten pro Zelle sternchenförmig.